# Aichi-Kōgen-Quasi-Nationalpark
Der Aichi-kōgen-Quasi-Nationalpark (japanisch 愛知高原国定公園 Aichi kōgen kokutei kōen) ist einer von über 50 Quasi-Nationalparks in Japan. Die Präfektur Aichi ist für die Verwaltung des am 28. Dezember 1970 gegründeten Parks zuständig. Mit der IUCN-Kategorie V ist das Parkgebiet als Geschützte Landschaft/Geschütztes Marines Gebiet klassifiziert. Das Parkgebiet erstreckt sich über eine Fläche von ca. 217 km².